# Cookeina tricholoma

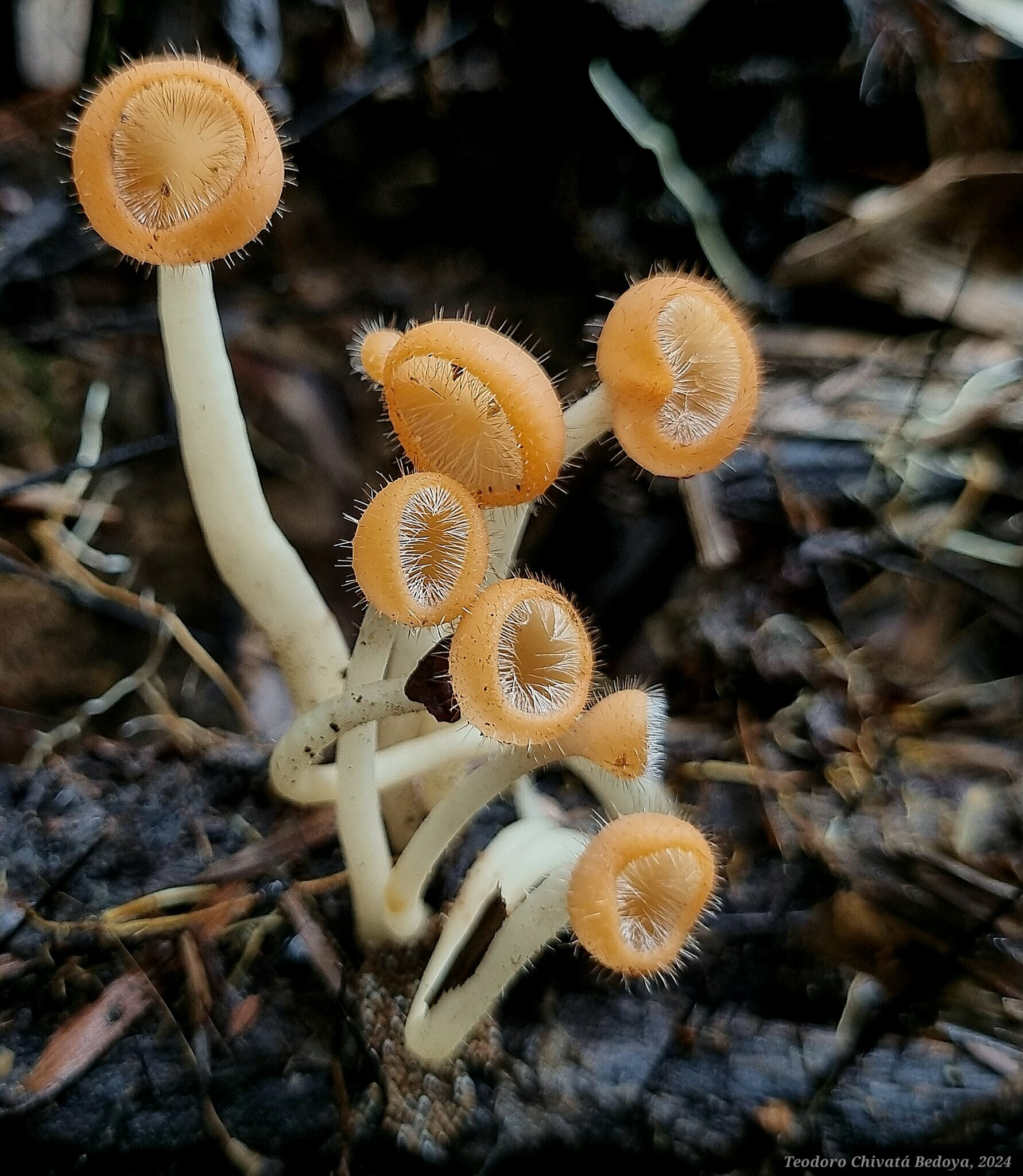
Cuerpos fructíferos de Cookeina tricholoma en Yopal, Colombia.

Cookeina tricholoma es un hongo comestible del género Cookeina similar a C. sulcipes, se diferencian porque C. tricholoma está cubierto de filamentos. Es una especie pantropical distribuida en África, Ásia y América. En Camerún se usa para tratar heridas.

## Descripción
Ascoma operculada de 0.3-23 mm de diámetro con forma de copa color rojo (N40A99M90). Tiene pelos de 0.1-0.2 mm de largo a modo de tricomas en la cara externa y margen del apotecio, color blanco a rojizo; contexto de 1 mm de largo, del mismo color del píleo. Estípite de 0.5-1 mm de ancho y 10-15 mm de longitud, color blanco amarillento (N00A10M00), con pelos dispersos semejantes a los del píleo. Se caracteriza por presentar el himenio rugoso. Subhimenio compuesto de células gelatinosas de textura intricada entrelazado con hifas de 2-5 μm de ancho. Excípulo medular de 137-187 μm de grosor, compuesto de abundantes hifas de membranas delgadas, textura porrecta de 2-5 μm de grosor, densamente entrelazadas. Excípulo ectal de 50-112 μm de grosor en los flancos inferiores, compuesto de células asimétricas redondeadas, ligeramente separadas, textura globulosa, de 9.8-24.5 × 9.8-19.6 μm (x =17.8 × 14.7 μm, n = 20). Pelos a modo de tricomas de 425-2000 × 51-88.5 μm (x = 1191.25 × 68.25 μm, n = 18), en la cara externa y margen del apotecio agudos a semiagudos y posteriormente espiniformes, formados por columnas compactas y sólidas, fuertemente apresorias de forma longitudinal, hifas repetidamente septadas; color marrón, paredes ligeramente gruesas.
Tiene ascosporas de 21-24 x 10-11μm, elípticas, hialinas, con dos gútulas grandes y estrías en la cutícula. Ascas de 75-101 μm de largo, membranas delgadas de 0.89-1.5 μm de grosor, con 8 ascosporas cada una.

## Distribución y hábitat
Lignícola, crece sobre troncos en descomposición de forma dispersa o gregaria en bosques tropicales caducifolios y tropicales perennifolios. Común en las tierras bajas tropicales de África Central, Australia, Oceanía, Filipinas, México, Centroamérica, Suramérica, Colombia, Brasil, Costa Rica, Panamá e islas del Caribe.